# Hoàng Minh Hiếu
Hoàng Minh Hiếu (sinh ngày 17 tháng 8 năm 1976) là luật gia, chính trị gia nước Cộng hòa xã hội chủ nghĩa Việt Nam. Ông hiện là Ủy viên Thường trực Ủy ban Pháp luật của Quốc hội, Đại biểu Quốc hội khóa XV từ Nghệ An. Ông từng là Ủy viên Ban Thường vụ Đảng ủy, Trưởng Ban Tuyên giáo Đảng ủy cơ quan Văn phòng Quốc hội, Vụ trưởng Vụ Thông tin; Ủy viên Ban Thư ký Quốc hội, Giám đốc Thư viện Quốc hội.
Hoàng Minh Hiếu là đảng viên Đảng Cộng sản Việt Nam, học vị Tiến sĩ Luật học, Cao cấp lý luận chính trị. Ông có sự nghiệp tập trung cho ngành luật học, nghiên cứu lập pháp rồi tham gia hoạt động Quốc hội.

## Xuất thân và giáo dục
Hoàng Minh Hiếu sinh ngày 17 tháng 8 năm 1976 tại xã Phong Thịnh, huyện Thanh Chương, tỉnh Nghệ An. Ông lớn lên và tốt nghiệp phổ thông ở Thanh Chương, học đại học ở Hà Nội và có hai bằng cử nhân gồm Cử nhân Luật và Cử nhân ngôn ngữ Anh, được Văn phòng Quốc hội cử đi du học ở Úc, học cao học ở Đại học Monash ở Melbourne, từ tháng 11 năm 2004 đến thán 12 năm 2005, nhận bằng Thạc sĩ Luật. Ông là nghiên cứu sinh ở Trường Đại học Luật Hà Nội, được hướng dẫn bởi Giáo sư Thái Vĩnh Thắng, bảo vệ thành công luận án tiến sĩ đề tài "Đảm bảo tính đại diện của Quốc hội đáp ứng yêu cầu xây dựng Nhà nước pháp quyền xã hội chủ nghĩa ở Việt Nam hiện nay", trở thành Tiến sĩ Luật học vào năm 2014. Ông được kết nạp Đảng Cộng sản Việt Nam vào ngày 21 tháng 8 năm 1998, trở thành đảng viên chính thức sau đó 1 năm, từng theo học các khóa chính trị ở Học viện Chính trị Quốc gia Hồ Chí Minh và tốt nghiệp Cao cấp lý luận chính trị.

## Sự nghiệp
Tháng 7 năm 2000, Hoàng Minh Hiếu bắt đầu sự nghiệp với vị trí nhân viên hợp đồng của Phòng Nghiên cứu Lập pháp, Trung tâm Thông tin, Thư viện và Nghiên cứu khoa học thuộc Văn phòng Quốc hội. Sau đó 1 năm, ông được xét tuyển làm cán sự, rồi chính thức là công chức từ tháng 7 năm 2003, được bổ nhiệm làm Chuyên viên. Ông được Văn phòng Quốc hội cử đi du học Úc, trở về vào tháng 1 năm 2006, đến tháng 5 cùng năm thì nhậm chức Phó Trưởng Phòng Nghiên cứu Lập pháp, tiếp tục thăng chức Trưởng phòng vào tháng 8 năm 2008. Tháng 3 năm 2011, ông được bổ nhiệm làm Phó Giám đốc Trung tâm Thông tin, Thư viện và Nghiên cứu khoa học, sau đó 3 năm vào tháng 1 năm 2014 thì nhậm chức Giám đốc Thư viện Quốc hội, đồng thời là Bí thư Chi bộ Thư viện Quốc hội. Tháng 7 năm 2015, ông được điều chuyển vị trí làm Vụ trưởng Vụ Thông tin của Văn phòng Quốc hội, Ủy viên Ban Thư ký Quốc hội khóa XIV, Bí thư Chi bộ Vụ Thông tin, Ủy viên Ban Chấp hành Đảng bộ cơ quan Văn phòng Quốc hội.
Tháng 8 năm 2020, tại Đại hội Đảng bộ cơ quan Văn phòng Quốc hội lần thứ XIV, nhiệm kỳ 2020–2025, Hoàng Minh Hiếu tái đắc cử Đảng ủy viên, được bầu vào Ban Thường vụ Đảng ủy, phân công làm Trưởng Ban Tuyên giáo Đảng ủy cơ quan Văn phòng Quốc hội, tiếp tục giữ cương vị Vụ trưởng Vụ Thông tin. Năm 2021, với sự giới thiệu của Ủy ban Trung ương Mặt trận Tổ quốc Việt Nam, Ủy ban Thường vụ Quốc hội, ông tham gia ứng cử đại biểu Quốc hội từ Nghệ An, thuộc đơn vị bầu cử số 1 gồm huyện Kỳ Sơn, Tương Dương, Con Cuông, Anh Sơn, Đô Lương, rồi trúng cử Đại biểu Quốc hội khóa XV với tỷ lệ 91,25%. Ngày 21 tháng 7 năm 2021, ông được phê chuẩn làm Ủy viên Thường trực Ủy ban Pháp luật của Quốc hội.